# Adamantios (Mediziner)
Adamantios war ein jüdischer Arzt aus Alexandria, der zu Beginn des 5. Jahrhunderts wirkte.
Wohl 412 wurde Adamantios wegen seines Judentums aus Alexandria vertrieben. In Konstantinopel konvertierte er zum Christentum. Anschließend ging er nach Alexandria zurück. Oreibasios überlieferte einige Rezepturen, die man Adamantios zuschreibt. Eine ihm zugeschriebene Abhandlung Über die Winde und eine Paraphrase der Physiognomik des Polemon von Laodikeia stammen nicht von ihm, sondern von einem gleichnamigen Sophisten, der in der ersten Hälfte des 4. Jahrhunderts lebte.